# Flowervale Street
Flowervale Street är en kommande amerikansk science fiction-film, som beräknas ha biopremiär i USA den 14 augusti 2026. Filmen är skriven och regisserad av David Robert Mitchell. Rollistan utgörs av skådespelarna Anne Hathaway, Ewan McGregor, Maisy Stella, Christian Convery, Jordan Alexa Davis, P.J. Byrne, och Chris Coy. Inspelningen av filmen inleddes i London och har fortsatt i Atlanta.

## Rollista
- Anne Hathaway
- Ewan McGregor
- Maisy Stella
- Christian Convery
- Jordan Alexa Davis
- P.J. Byrne
- Chris Coy